# Бартлетт (тауншип, Миннесота)
Бартлетт (англ. Bartlett) — тауншип в округе Тодд, Миннесота, США. На 2000 год его население составило 348 человек.

## География
По данным Бюро переписи населения США площадь тауншипа составляет 93,0 км², из которых 93,0 км² занимает суша, водоёмов нет.

## Демография
По данным переписи населения 2000 года здесь находились 348 человек, 129 домохозяйств и 102 семьи.  Плотность населения —  3,7 чел./км².  На территории тауншипа расположена 141 постройка со средней плотностью 1,5 построек на один квадратный километр. Расовый состав населения: 99,43 % белых, 0,29 % азиатов, 0,29 % — других рас США. Испанцы или латиноамериканцы любой расы составляли 0,29 % от популяции тауншипа.
Из 129 домохозяйств в 29,5 % воспитывались дети до 18 лет, в 69,0 % проживали супружеские пары, в 7,8 % проживали незамужние женщины и в 20,2 % домохозяйств проживали несемейные люди. 17,1 % домохозяйств состояли из одного человека, при том 6,2 % из — одиноких пожилых людей старше 65 лет. Средний размер домохозяйства — 2,70, а семьи — 3,04 человека.
24,4 % населения — младше 18 лет, 10,3 % — в возрасте от 18 до 24 лет, 23,0 % — от 25 до 44, 28,4 % — от 45 до 64, и 13,8 % — старше 65 лет. Средний возраст — 40 лет. На каждые 100 женщин приходилось 102,3 мужчин.  На каждые 100 женщин старше 18 приходилось 99,2 мужчин.
Средний годовой доход домохозяйства составлял 33 654 доллара, а средний годовой доход семьи —  34 904 доллара. Средний доход мужчин —  28 125  долларов, в то время как у женщин — 20 625. Доход на душу населения составил 16 374 доллара. За чертой бедности находились 16,5 % семей и 13,0 % всего населения тауншипа, из которых 14,0 % младше 18 и 32,1 % старше 65 лет.